# Mveng (Djoum)
Pour les articles homonymes, voir Mveng.
Mveng est un village du Cameroun situé dans le département du Dja-et-Lobo et la Région du Sud, non loin du Gabon et de la République du Congo, sur la route qui relie Sangmélima à Djoum. Il fait partie de la commune de Djoum.

## Population
En 1963, Mveng comptait 530 habitants, pour la plupart des Boulou. Lors du recensement de 2005, 505 personnes y ont été dénombrées.

## Infrastructures
Mveng dispose d'un marché mensuel et d'une école publique.